# Fratar Urbano
Fratar Urbano, jedan od poznatih graditelja portativa i orgulja iz Mletaka. Gradio je orgulje i u Hrvatskoj. Sagradio je orgulje u Splitu u trogirskoj katedrali 1484. godine. 
Urbanove renesansne orgulje dekorirao je slikama sv. Jerolima i sv. Ivana Krstitelja, koje im služe za vrata iznutra, slavni slikar Giovanni "Zentil" Bellini.
Fra Urbano Postavio je orgulje (lijeve, "prve" orgulje) u bazilici sv. Marka u Veneciji 1489., a inaugurirao ih je sljedeće godine Francesco Dana.